# 大黑背鸥
大黑背鸥（学名：Larus marinus）是鸥科鸥属的一种鸟类，也是世界上最大的海鸥之一，被康乃尔鸟类学实验室称为“大西洋水禽之王”。它是一种十分凶猛的掠食者，主要在欧洲和北美海岸以及北大西洋岛屿上繁殖。许多时候为留鸟，但也有些会向南方或内陆迁徙至大型湖泊或水库。成年大黑背鸥头部、颈部与身躯呈白色，翅膀与背部呈深灰色，腿粉色，喙则为黄色。
大黑背鸥是卡尔·林奈最初于1758年在《自然系统第十版》中描述的物种之一。
其种名marinus是拉丁语中“海洋”之意。